# Empresa Petrolera Fiscal
La Empresa Petrolera Fiscal o EPF fue la petrolera estatal perteneciente del Estado Peruano que funcionó desde el 2 de abril de 1948 creado bajo una ley decreto durante la presidencia del presidente Manuel Odría.

## Historia

### Inicios y siguientes años
Se decidió crearla el 2 de abril de 1948 bajo una ley decreto bajo el gobierno del presidente Manuel Odría para que explotara los yacimientos petrolíferos de Los Órganos y Zorritos ubicados en el departamento de Piura y en la cual también se dedicaba a la exploración, explotación, la extracción y también del refinado de gasolinas.
En la que luego también después había reemplazado a la antigua petrolera privada anglo-estadounidense que era la "London & Pacific Petroleum Co." que había operaro desde 1899 hasta 1948 en toda la costa norte del Perú.

### Últimos años y fusión con Petroperú
En el año de 1969 en la que fue reemplazada y fusionada con la nueva empresa petrolera estatal Petroperú.
Luego también por la cual ha competído y también la cual ha tenido serios problemas con la petrolera privada estadounidense la International Petroleum Company (IPC), y también que ha mantenido serios problemas con el gobierno revolucionario de la presidencia del general Juan Velasco Alvarado, a cabo de su nacionalización y luego también de la toma de La Brea y Pariñas por parte del gobierno mediante las fuerzas armadas de la Refinería de Talara en el departamento de Piura.

## Escándalo de la página once
Sin embargo, la opinión pública cambió de parecer cuando la revista Oiga dio a conocer la “historia secreta” de las condiciones que había impuesto la IPC para la firma del Acta. El momento cumbre del escándalo llegó cuando el renunciante presidente de la EPF, el ingeniero Carlos Loret de Mola, denunció que faltaba una página en el contrato de precios de petróleo crudo entre la EPF y la IPC el 10 de septiembre de 1968.
Esa fue la famosa "Página Once", en donde que según la versión que se halló más acogida entre el público, se acordaba un precio del barril muy por debajo del precio del mercado, en beneficio para la IPC. Todo lo cual daba pábulo para acusar al gobierno de “entreguismo”. Sin embargo todo indica que dicha página nunca existió o que solo fuera una página en blanco o que solo contenía solo una firma.
Lo único cierto es que la misteriosa "Página Once" sirvió como un pretexto para que un grupo de oficiales del ejército peruano, encabezados por el general EP Juan Velasco Alvarado, dieran un golpe de Estado en menos de un mes, el 3 de octubre del mismo año, acusando al Segundo gobierno de Fernando Belaúnde de ser “entreguista”. 
Sin embargo, la IPC nunca pagó sus tributos y adeudos al Estado peruano.